# Дроти (телесеріал)
«Дроти́» (англ. The Wire) — американський серіал знятий в місті Балтимор, США. Режисер, продюсер та автор більшої частини сюжетів — письменник та колишній журналіст кримінальної хроніки Девід Саймон. Телесеріал «Дроти» транслювався у США кабельним телеканалом HBO із 2 червня 2002 року до 9 березня 2008 року.
Сюжет серіалу багато в чому базується на особистому досвіді Еда Бернса, друга Девіда Саймона і одного з співавторів серіалу. Ед Бернс працював у відділі вбивств балтиморської поліції, де і відбувається значна частина подій серіалу, та брав участь у тривалих розслідуваннях справ, пов'язаних із незаконним обігом наркотиків, з використанням апаратури для прослуховування («дроті́в»).
Кожен сезон «Дротів» присвячений різним аспектам життя міста Балтимор: наркоторгівлі, системі морських портів, управлінню містом та бюрократії, шкільній системі та газетній журналістиці. Більшість акторів, що знялись у телесеріалі, маловідомі іншими ролями. Девід Саймон стверджує, що хоча «Дроти» й презентували як кримінальну драму, насправді він «про американське місто і про те, як ми живемо разом. Він про вплив установ на життя особистості. Чи ти коп, докер, наркодиллер, політик, суддя чи юрист, усі так чи інакше небезпечно зав'язані й повинні боротися з тими інституціями, яким служать».
Хоча «Дроти» так і не здобув великого комерційного успіху і не отримав головних телевізійних нагород, критики оцінили його як найкращий серіал у світі та одну із найбільш довершених художніх робіт 2000-х років. «Дроти» цінуються за реалістичне зображення міського життя та незвично глибоке дослідження соціополітичних тем.

## Постановка

### Концепція

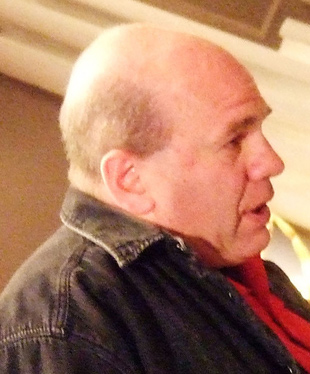
Девід Саймон, творець «Дротів»

Саймон каже, що першим задумом було створити поліцейську драму базовану на досвіді його друга і співавтора Еда Бернса, колишнього детектива відділу вбивств. Бернс брав участь у затяжних розслідуваннях жорстоких злочинів, пов'язаних із наркоторгівлею, в яких використовувались технології стеження. Зазвичай йому перешкоджала в роботі бюрократія у Балтиморському поліцейському управлінні. Саймон знаходив у цьому аналогії із проблемами, які виникали в нього самого, як журналіста кримінальної хроніки газети The Baltimore Sun.
Саймон вирішив знімати телесеріал саме у Балтиморі, через те, що дуже близько знав це місто. Тут також знімалась телепрограма «Вбивства: Життя на вулиці» телекомпанії NBC, у якій Саймон був автором сюжетів та продюсером. Проте згодом у нього виник конфлікт із телекомпанією, яка була незадоволена песимізмом серіалу. Тому для зйомок «Дротів» Саймон вирішив співпрацювати із телеканалом HBO, який вже випускав у 2000 році його мінісеріал The Corner (укр. На розі). Через репутацію телеканалу, що досліджує нові сфери, HBO не хотів включати до свого репертуару поліцейську драму, але згодом погодився поставити першу серію.
Про зйомки Саймон домовився із мером Балтимора, повідомивши того, що хоче відверто зобразити деякі аспекти життя міста. Саймон сподівався, що його робота може вплинути на суспільну думку щодо проблем, яких торкається серіал, але зізнався, що навряд чи вона допоможе ці проблеми вирішити.

### Акторський склад
Кастинг для «Дротів» проводився таким чином, щоб уникнути зірок із великим ім'ям, але знайти акторів, що будуть природьно виглядати у своїй ролі. Критики охарактеризували акторський склад «Дротів» як такий, що, всупереч очікуванням від телевізійного серіалу, реалістично відображає справжній спектр людських характерів.
Початковий кастинг проводився методом прослуховувань і читань. Ленс Реддік отримав роль Седрика Деніелса після проб на кілька інших ролей. А Майкла К. Вільямса взяли на роль Омара Літтла всього після одного прослуховування.
Деякі другорядні ролі у серіалі виконують не професійні актори, а справжні балтиморці, наприклад колишній губернатор штату Меріленд Боб Ерліх; священник Френк М. Рід ІІІ; колишній начальник поліції, кримінальний злочинець і радіоведучий Ед Норріс; делегат штату Вірджинія Роберт Б. Белл; член правління округу Говард Кеннет Улман та колишній мер Курт Шмоук. Мелвін Вільямс, балтиморський наркобарон заарештований у 1980-х внаслідок розслідування, що провадилось за участі Еда Бернса, виконував періодичну роль диякона починаючи із третього сезону. Джей Ландсмен, офіцер поліції Балтимора, став прототипом для однойменного персонажа у серіалі, проте сам виконував іншу роль — лейтената Денніса Мелло. Радником із технічних питань у перших двох сезонах був командир поліції Гері Д'Аддаріо, також він виконував періодичну роль прокурора Гері ДіПаскуале. Саймон спостерігав за зміною Д'Аддаріо, коли проводив дослідження для книжки Homicide: A Year on the Killing Streets, героями якої були і Д'Аддаріо і Лендсман.
Більше десятка акторського складу раніше знімались в іншому серіалі від HBO Oz. Зокрема Дж. Д. Вільямс, Сет Ґілліам, Лейнс Реддік та Реґ І. Кеті виконували там провідні ролі, тоді як інші значні актори із «Дротів», такі як Вуд Гарріс, Френкі Фейсон, Джон Доман, Кларк Пітерс, Доменік Ломбардоцці, Майкл Гаятт та Method Man з'являлись в Oz принаймні один раз. Деякі актори також знімались у телешоу, базованому на книзі Саймона, Homicide: Life on the Street, серед них Ерік Деллумс, Пітер Гереті, Кларк Джонсон, Тоні Люіс та Келлі Торн. Схожий акторський склад із «Дротів» має також мінісеріал HBO The Corner, до спільних акторів належать Кларк Пітерс, Реґ І. Кеті, Лейнс Реддік, Корі Паркер Робінсон, Роберт Ф. Ч'ю та Делані Вільямс.

### Команда
Разом із Саймоном, автором ідеї та сценарію, та виконавчим продюсером, велика частина творчої команди «Дротів» складалась із тих самих людей, що брали участь у створенні Homicide та мінісеріалу The Corner. Наприклад, Роберт Ф. Коулсберрі брав участь у фільмуванні The Corner, а також був виконавчим продюсером у перших двох сезонах «Дротів», поки у 2004 році не помер від ускладнень під час операції на серці. Решта команди згадує його як людину, що мала велику творчу роль як продюсер, а Саймон наголошує на його заслузі у створенні реалістичності серіалу. Коулсберрі також виконував невеличку роль детектива Рея Коула. Дружина Коулсбері Карен Л. Торсон також барала участь у постановці. Третій продюсер The Corner, Ніна Крістофф Ноубл працювала і над продюсуванням «Дротів», після смерті Коулсбері вона стала другим після Сайомона виконавчим продюсером.
Співавтором сценаріїв для серіалу зазвичай був Ед Бернс, колишній детектив балтиморського відділу вбивств і вчитель у державній школі, який разом із Саймоном брав участь у створенні інших телешоу. У четвертому сезоні Бернс став також і продюсером «Дротів». Іншими авторами сценарію були три відомі письменники кримінального жанру: Джородж Пелеканос із Вашингтону, Річард Прайс із Бронксу та Денніс Лігейн. Критики проводили паралелі між творами Прайса (зокрема «Штовхачи») та «Дротами» навіть до того як він приєднався до створення серіалу. Пелеканос крім написання сценаріїв також був продюсером третього сезону. За його словами, у проєкті його приваблювала можливість працювати разом із Саймоном. Газетний журналіст і колега Саймона в The Sun Рафаель Альварес також брав участь у написанні сценаріїв до кількох серій та путівника по серіалу The Wire: Truth Be Told. Альварес корінний балтиморець із досвідом роботи у порту. Інший місцевий незалежний кінематографіст Джой Луско також писав для серіалу впродовж перших трьох сезонів. У третьому сезоні до команди авторів сценаріїв приєднався журналіст Baltimore Sun Вільям Ф. Зорзі і завдяки своєму досвіду зробив великий внесок у дослідження балтиморської політики в серіалі.
Драматург і телевізійний продюсер і автор сценаріїв Ерік Овермаєр починаючи із четвертого сезну брав участь у створенні серіалу як продюсер-консультант та автор сценаріїв. Перед цим він входив до команди Homocide. У четвертому сезоні Овермаєр заміняв Пелеканоса на посаді продюсера, оскільки останній скоротив свою участь у проєкті, щоб зосередитись на написанні нової книги. У четвертому сезоні до авторів сценаріїв приєднався друг Саймона з коледжу Девід Міллс, який раніше писав і для Homocide і для The Corner.
Режисерами у «Дротах» були Кларк Джонс,, який ставив кілька серій Щит, та лауреат премії Еммі Тім Ван Петтен, що працював над створенням всіх сезонів Клану Спорано. Режисуру «Дротів» відзначали за простий і витончений стиль. Після смерті Коулсберрі, режисер Джо Шаппелл став виконавчим продюсером але продовжував роботу над режесурою.

### Структура епізодів
Під час трансляції на HBO та деяких міжнародних мережах, серії «Дротів» починались із ролика, що складався із коротких фрагментів попередніх епізодів і підсумовував події, що матимуть подальший розвиток. Кожна серія має «холодний початок», тобто короткий сюжет, що передує всупній заставці. Після цього екран темніє і включається вступна заставка знята за методом англ. «fast cutting», вона складається із серії фрагментів переважно близької зйомки, що чергуються із окремими кадрами. Кожен сезон має свою заставку, присвячену його головній темі. Вступні титри містять тільки імена акторів, без вказівки на те, хто яку роль виконує. Крім того, у заставці майже не з'являються обличчя акторів. Кожна серія має епіграф — фразу, що далі вживається одним із персонажів. Винятками є останній епізод першого сезону, у якому використана фраза англ. «All in the game» («Все у грі»), яка вважається традиційною для західного Балтимору, і часто використовується впродовж всього серіалу, остання серія четвертого сезону, що починається із фрази, яка написана на незаселених будинках англ. «If animal trapped call 410-844-6286» і підписана «Baltimore, traditional» (Балтимор, традиційне), та остання серія серіалу, яка цитує Генрі Люїса Менкена : англ. «…the life of kings», в одній із сцен цю фразу видну на стіні приміщення The Baltimore Sun, але ніхто із персонажів її не вимовляє. В серіях різні сюжетні лінії розгортаються одночасно у різних місцях. Епізоди рідко закінчуються кліфгенгерами.

### Музика
У «Дротах» рідко використовуються саундтреки, що не є безпосередньою частиною сцени, переважно музика лунає з радіо в машині або музичних автоматів. Цей стиль звукового оформлення інколи порушується, особливо часто в кінці сезонів.
Вступною музикою є пісня в стилі госпелу та блюзу «Way Down in the Hole», написана Томом Вейтсом для альбому Franks Wild Years 1987 року. В кожному сезоні цю композицію виконує інший виконавець, у такій послідовності: The Blind Boys of Alabama, сам Вейтс, The Neville Brothers, DoMaJe та Стівом Ерлом. Для четвертого сезону аранжували та записали спеціальну версію «Way Down in the Hole» у виконанні п'яти балтиморських підлітків: Івана Ашфорда, Маркела Стіла, Камерон Браун, Таріка Аль-Сабіра та Ейвері Барджесс. Стів Ерл — виконавець вступної пісні п'ятого сезону — також зіграв у серіалі роль колишнього наркомана. Заключну композицію «The Fall» для серіалу написав Блейк Лей.

## Цікаві факти
У серіалі згадується Україна. Один із персонажів дивується, що його називають Борисом. Йому відповідають: через те, що він «росіянин». Він заперечує: українець, і це велика різниця. Фрагмент діалогу в епізоді 2.01 (англійською мовою): «— Why am I Boris? I don't understand this. Everywhere I am Boris. — Shit, you're Russian, right? — No, Ukraine. Kyiv is Ukraine. — It's the same difference, though. — No, you're wrong».